# Шармазанов, Эдуард Овсепович
Эдуард Овсепович Шармазанов (арм. Էդուարդ Շարմազանով, 8 ноября 1975, Алаверди) — бывший депутат парламента Армении.

## Биография
В 1992—1997 годы обучался на отделении истории историко-географического факультета Армянского педагогического института им. Хачатура Абовяна. В 1995 году основал студенческий союз «Зартонк» (Алаверди).
В 1997—1999 годы — руководитель студенческого научного общества Армянского педагогического института им. Х. Абовяна.
В 1999—2002 годы — аспирантура кафедры армянской истории Армянского педагогического института им. Х. Абовяна.
В 1999—2003 годы — учитель в образовательном комплексе № 159.
В 2002—2005 годы — председатель студенческого совета, помощник ректора Армянского педагогического института им. Х. Абовяна, заместитель председателя молодёжной организации Республиканской партии Армении.
В 2004—2006 годы — Московская школа политических исследований при Европейском совете. Кандидат педагогических наук.
В 2005—2007 годы — помощник премьер-министра Армении.
12 мая 2007 годы — избран депутатом парламента. Член постоянной комиссии по вопросам европейской интеграции. Член фракции Республиканской партии Армении.
19 мая 2009 года избран секретарем фракции Республиканской партии Армении.
6 декабря 2011 года избран вице-спикером парламента.
31 мая 2012 года переизбран вице-спикером парламента.
C 2017 года по 2019 год — заместитель председателя Национального собрания.

## Награды
- Медаль Мхитара Гоша (28 декабря 2015 года) — за активное участие в законотворческих процессах, а также в общественно-политической жизни[1].
- Медаль «Андраник Озанян».
- Медаль «Гарегин Нжде».
- Почётная грамота Национального собрания Республики Беларусь (17 июня 2013 года) — за значительный вклад в укрепление межгосударственных и межпарламентских связей между Республикой Беларусь и Республикой Армения[2].
- Орден «Содружество» (26 ноября 2015 года, Межпарламентская ассамблея СНГ) — за активное участие в деятельности Межпарламентской Ассамблеи и её органов, вклад в укрепление дружбы между народами государств — участников Содружества Независимых Государств[3].
- Медаль «МПА СНГ. 25 лет» (27 марта 2017 года, Межпарламентская ассамблея СНГ) — за заслуги в деле развития и укрепления парламентаризма, за вклад в развитие и совершенствование правовых основ функционирования Содружества Независимых Государств, укрепление международных связей и межпарламентского сотрудничества[4].